# Stazione di Wuhletal
La stazione di Wuhletal è una stazione condivisa della S-Bahn e della linea U5 della metropolitana di Berlino, situata nel quartiere berlinese di Hellersdorf al confine con i quartieri di Biesdorf e Kaulsdorf. 
È l'unica stazione del trasporto pubblico di Berlino in cui la S-Bahn e la metropolitana si fermano sullo stesso binario e per questo motivo è la stazione della metropolitana con i binari più lunghi di tutta la città. Oltre alle linee S5 e U5 la stazione è servita dalle linee di autobus 191 e 291 e dalle linee notturne N5, N69, N90, N91 e N95.

## Movimento
La stazione è servita dalla linea S5 della S-Bahn di Berlino e dalla linea U5 della metropolitana.

## Interscambi
- Fermata autobus